# Nuoto ai campionati europei di nuoto 2022 - 200 metri farfalla femminili
La gara dei 200 metri farfalla femminili dei campionati europei di nuoto 2022 si è svolta il 16 e il 17 agosto 2022. Al mattino del 16 agosto si sono svolte le batterie e nel pomeriggio le semifinali, mentre la finale si è disputata nel pomeriggio del 17 agosto.

## Podio
| Pos.    | Atleta                | Nazione              |
| ------- | --------------------- | -------------------- |
| Oro     | Lana Pudar            | Bosnia ed Erzegovina |
| Argento | Helena Rosendahl Bach | Danimarca            |
| Bronzo  | Ilaria Cusinato       | Italia               |

## Record
Prima della manifestazione il record del mondo (RM), il record europeo (EU) e il record dei campionati (RC) erano i seguenti.
|  | 2'01"81 | Liu Zige        | 20 ottobre 2009 Jinan  |
|  | 2'04"27 | Katinka Hosszú  | 29 luglio 2009 Roma    |
|  | 2'04"79 | Mireia Belmonte | 24 agosto 2014 Berlino |

Durante la competizione non sono stati migliorati record.

## Risultati

### Batterie
| Pos. | Batteria | Corsia | Atleta                | Nazionalità          | Tempo       | Note  |
| ---- | -------- | ------ | --------------------- | -------------------- | ----------- | ----- |
| 1    | 1        | 4      | Helena Rosendahl Bach | Danimarca            | 2'08"66     | Q     |
| 2    | 1        | 3      | Keanna MacInnes       | Regno Unito          | 2'09"72     | Q     |
| 3    | 1        | 5      | Ilaria Cusinato       | Italia               | 2'09"75     | Q     |
| 4    | 3        | 4      | Laura Stephens        | Regno Unito          | 2'10"30     | Q     |
| 5    | 2        | 4      | Lana Pudar            | Bosnia ed Erzegovina | 2'10"82     | Q     |
| 6    | 2        | 5      | Zsuzsanna Jakabos     | Ungheria             | 2'11"02     | Q     |
| 7    | 2        | 6      | Antonella Crispino    | Italia               | 2'11"15     | Q     |
| 8    | 2        | 3      | Ana Monteiro          | Portogallo           | 2'11"40     | Q     |
| 9    | 3        | 6      | Holly Hibbott         | Regno Unito          | 2'11"41     |       |
| 10   | 1        | 2      | Laura Lahtinen        | Finlandia            | 2'12"44     | Q     |
| 11   | 3        | 5      | Katinka Hosszú        | Ungheria             | 2'13"59     | Q     |
| 12   | 2        | 7      | Júlia Pujadas         | Spagna               | 2'13"73     | Q     |
| 13   | 2        | 1      | Anastasia Tichy       | Austria              | 2'14"00     | Q     |
| 14   | 3        | 8      | Amina Kajtaz          | Croazia              | 2'14"10     | Q     |
| 15   | 3        | 7      | Mireia Belmonte       | Spagna               | 2'16"75     | Q     |
| 16   | 1        | 7      | Fanny Borer           | Svizzera             | 2'16"91     | Q     |
| 17   | 2        | 2      | Aleksandra Knop       | Polonia              | 2'17"74     | Q DSQ |
| 18   | 1        | 1      | Annina Grabher        | Svizzera             | 2'18"91     | Q     |
| 19   | 3        | 1      | Tamara Schaad         | Svizzera             | 2'19"00     |       |
| DNS  | 1        | 6      | Réka Nyirádi          | Ungheria             | Non partita |       |
| DNS  | 3        | 2      | Lea Polonsky          | Israele              | Non partita |       |
| DNS  | 3        | 3      | Dalma Sebestyén       | Ungheria             | Non partita |       |

### Semifinali

#### Semifinale 1
| Pos. | Corsia | Atleta            | Nazionalità | Tempo   | Note |
| ---- | ------ | ----------------- | ----------- | ------- | ---- |
| 1    | 4      | Keanna MacInnes   | Regno Unito | 2'08"90 | Q    |
| 2    | 5      | Laura Stephens    | Regno Unito | 2'09"25 | Q    |
| 3    | 3      | Zsuzsanna Jakabos | Ungheria    | 2'10"77 | Q    |
| 4    | 6      | Ana Monteiro      | Portogallo  | 2'10"85 | Q    |
| 5    | 1      | Mireia Belmonte   | Spagna      | 2'14"01 |      |
| 6    | 2      | Katinka Hosszú    | Ungheria    | 2'14"54 |      |
| 7    | 7      | Anastasia Tichy   | Austria     | 2'14"59 |      |
| 8    | 8      | Annina Grabher    | Svizzera    | 2'16"92 |      |

#### Semifinale 2
| Pos. | Corsia | Atleta                | Nazionalità          | Tempo   | Note |
| ---- | ------ | --------------------- | -------------------- | ------- | ---- |
| 1    | 4      | Helena Rosendahl Bach | Danimarca            | 2'08"48 | Q    |
| 2    | 5      | Ilaria Cusinato       | Italia               | 2'09"30 | Q    |
| 3    | 3      | Lana Pudar            | Bosnia ed Erzegovina | 2'10"11 | Q    |
| 4    | 6      | Antonella Crispino    | Italia               | 2'10"82 | Q    |
| 5    | 2      | Laura Lahtinen        | Finlandia            | 2'11"41 |      |
| 6    | 7      | Júlia Pujadas         | Spagna               | 2'12"49 |      |
| 7    | 1      | Amina Kajtaz          | Croazia              | 2'14"40 |      |
| 8    | 8      | Fanny Borer           | Svizzera             | 2'14"90 |      |

### Finale
| Pos. | Corsia | Atleta                | Nazionalità          | Tempo   | Note |
| ---- | ------ | --------------------- | -------------------- | ------- | ---- |
|      | 2      | Lana Pudar            | Bosnia ed Erzegovina | 2'06"81 |      |
|      | 4      | Helena Rosendahl Bach | Danimarca            | 2'07"30 |      |
|      | 6      | Ilaria Cusinato       | Italia               | 2'07"77 |      |
| 4    | 3      | Laura Stephens        | Regno Unito          | 2'08"47 |      |
| 5    | 7      | Zsuzsanna Jakabos     | Ungheria             | 2'09"03 |      |
| 6    | 5      | Keanna MacInnes       | Regno Unito          | 2'09"59 |      |
| 7    | 8      | Ana Monteiro          | Portogallo           | 2'10"79 |      |
| 8    | 1      | Antonella Crispino    | Italia               | 2'10"97 |      |